# Petru Bălan
Petru Vladimir Bălan (n. 12 iulie 1976, Suceava) este un jucător român de rugby în XV. Evoluează pe postul de pilier (prop) sau de taloner (hook). Nu are nici o rudenie cu Bogdan Bălan, și el un pilier român.

## Carieră
S-a apucat de fotbal înainte de a începe rugbyul. S-a format la CSM Bucovina Suceava și a participat la campionatul mondial din juniori din 1995. S-a alăturat în 1998 formației CS Dinamo București, cu care a câștigat titlul național. În anul 2001 a plecat în Franța, la clubul FC Grenoble, datorită colegului de lotul național Ovidiu Tonița, care juca deja la acest club. S-a remarcat rapid pentru putere său și rezistența sa fizică. După două sezoanele a semnat cu Biarritz Olympique, unul dintre cele mai tari cluburi din Franța. În finala de sezonul 2004-2005 de Top 14 , s-a impus împotriva pilierelor clubului Stade Français, Pieter De Villiers și Sylvain Marconnet, permițând Biarritz să câștige „scutul lui Brennus”. Cu Biarritz a mai cucerit titlul național și în sezonul 2005-2006 finala disputată impotriva formație Stade Toulousain. De asemenea in sezonul 2005-2006 impreuna cu echipa sa de club Biaritz Olimpique a avansat în finala ligii europene de rugby Heineken Cup, meci pierdut împotriva echipei irlandeze Munster Rugby.
În 2008 a semnat un contract cu Northampton Saints, dar clubul englez s-a retras în cele din urmă din motive medicale, după ce un examinare RMN i-a arătat probleme cu spatele. După câteva luni cu clubul Saint-Jean-de-Luz, în eșalonul al treilea, a găsit din nou cel mai nivelul cel mai înalt cu clubul de Top 14 CA Brive, unde a fost recrutat ca joker medical pilierului accidentat Pablo Henn. Un sezon mai târziu, s-a alăturat clubului US Dax. În 2011 s-a întors la țara, semnând cu RCM Timișoara, înainte de a-se stabili din nou în Franța, de data asta cu clubul de Fédérale 1 ROC La Voulte-Valence.
Și-a făcut debutul la echipa națională a României într-un meci de calificare pentru Cupa Mondială de Rugby din 1999 cu Olandei în aprilie 1998. A participat la Cupa Mondială de Rugby din 1999, unde a jucat în toate cele trei meciuri, inclusiv în victoria cu 27-25 în fața Statele Unite. A fost și inclus în selecția națională la Cupa Mondială din 2003 și la  cea din 2007. De-a lungul carierei, a strâns 53 de selecții pentru „Stejarii” și a marcat 40 de puncte, înscriind opt eseuri.

## Legături externe
- en  Statistice internaționale pe ESPN Scrum